# مدار ۳ درجه شمالی
مدار ۳ درجه شمالی، دایره‌ای از عرض جغرافیایی است که در ۳ درجهٔ شمالی خط استوا  قرار دارد.

## گذر از مناطق
از نصف‌النهار مبدأ شروع می‌شود و به سمت مشرق ۳ درجه شمالی از موارد زیر گذر می‌کند:
| مختصات‌ها                                           | کشور، قلمرو یا دریا   | توضیحات                                                |
| -------------------------------------------------- | --------------------- | ------------------------------------------------------ |
| ۳°۰′ شمالی ۰°۰′ شرقی / ۳٫۰۰۰°شمالی ۰٫۰۰۰°شرقی      | اقیانوس اطلس          | خلیج گینه - گذرکردن از جنوب بیوکو island, گینه استوایی |
| ۳°۰′ شمالی ۹°۵۶′ شرقی / ۳٫۰۰۰°شمالی ۹٫۹۳۳°شرقی     | کامرون                |                                                        |
| ۳°۰′ شمالی ۱۲°۵۷′ شرقی / ۳٫۰۰۰°شمالی ۱۲٫۹۵۰°شرقی   | جمهوری آفریقای مرکزی  | حدود 2km                                               |
| ۳°۰′ شمالی ۱۵°۵۹′ شرقی / ۳٫۰۰۰°شمالی ۱۵٫۹۸۳°شرقی   | کامرون                | حدود 3km                                               |
| ۳°۰′ شمالی ۱۶°۰′ شرقی / ۳٫۰۰۰°شمالی ۱۶٫۰۰۰°شرقی    | جمهوری آفریقای مرکزی  |                                                        |
| ۳°۰′ شمالی ۱۶°۳۰′ شرقی / ۳٫۰۰۰°شمالی ۱۶٫۵۰۰°شرقی   | جمهوری کنگو           |                                                        |
| ۳°۰′ شمالی ۱۸°۳۰′ شرقی / ۳٫۰۰۰°شمالی ۱۸٫۵۰۰°شرقی   | جمهوری دموکراتیک کنگو |                                                        |
| ۳°۰′ شمالی ۳۰°۴۹′ شرقی / ۳٫۰۰۰°شمالی ۳۰٫۸۱۷°شرقی   | اوگاندا               |                                                        |
| ۳°۰′ شمالی ۳۴°۳۵′ شرقی / ۳٫۰۰۰°شمالی ۳۴٫۵۸۳°شرقی   | کنیا                  | Passing through دریاچه تورکانا                         |
| ۳°۰′ شمالی ۴۱°۱۰′ شرقی / ۳٫۰۰۰°شمالی ۴۱٫۱۶۷°شرقی   | سومالی                |                                                        |
| ۳°۰′ شمالی ۴۶°۳۶′ شرقی / ۳٫۰۰۰°شمالی ۴۶٫۶۰۰°شرقی   | اقیانوس هند           |                                                        |
| ۳°۰′ شمالی ۷۳°۲۱′ شرقی / ۳٫۰۰۰°شمالی ۷۳٫۳۵۰°شرقی   | مالدیو                | Laamu Atoll                                            |
| ۳°۰′ شمالی ۷۳°۳۳′ شرقی / ۳٫۰۰۰°شمالی ۷۳٫۵۵۰°شرقی   | اقیانوس هند           | گذرکردن از شمال جزیرهٔ سیمئولوئه, اندونزی               |
| ۳°۰′ شمالی ۹۷°۲۲′ شرقی / ۳٫۰۰۰°شمالی ۹۷٫۳۶۷°شرقی   | اندونزی               | جزیرهٔ سوماترا                                          |
| ۳°۰′ شمالی ۹۹°۵۴′ شرقی / ۳٫۰۰۰°شمالی ۹۹٫۹۰۰°شرقی   | تنگه مالاکا           |                                                        |
| ۳°۰′ شمالی ۱۰۱°۱۴′ شرقی / ۳٫۰۰۰°شمالی ۱۰۱٫۲۳۳°شرقی | مالزی                 |                                                        |
| ۳°۰′ شمالی ۱۰۳°۲۶′ شرقی / ۳٫۰۰۰°شمالی ۱۰۳٫۴۳۳°شرقی | دریای جنوبی چین       | گذرکردن از شمال جزیرهٔ Tioman, مالزی                    |
| ۳°۰′ شمالی ۱۰۵°۴۱′ شرقی / ۳٫۰۰۰°شمالی ۱۰۵٫۶۸۳°شرقی | اندونزی               | جزیرهٔ Jemaja                                           |
| ۳°۰′ شمالی ۱۰۵°۴۴′ شرقی / ۳٫۰۰۰°شمالی ۱۰۵٫۷۳۳°شرقی | دریای جنوبی چین       |                                                        |
| ۳°۰′ شمالی ۱۰۷°۴۵′ شرقی / ۳٫۰۰۰°شمالی ۱۰۷٫۷۵۰°شرقی | اندونزی               | جزیرهٔ Midai                                            |
| ۳°۰′ شمالی ۱۰۷°۴۸′ شرقی / ۳٫۰۰۰°شمالی ۱۰۷٫۸۰۰°شرقی | دریای جنوبی چین       |                                                        |
| ۳°۰′ شمالی ۱۰۸°۵۰′ شرقی / ۳٫۰۰۰°شمالی ۱۰۸٫۸۳۳°شرقی | اندونزی               | جزیرهٔ Subi                                             |
| ۳°۰′ شمالی ۱۰۸°۵۳′ شرقی / ۳٫۰۰۰°شمالی ۱۰۸٫۸۸۳°شرقی | دریای جنوبی چین       |                                                        |
| ۳°۰′ شمالی ۱۱۲°۲۶′ شرقی / ۳٫۰۰۰°شمالی ۱۱۲٫۴۳۳°شرقی | مالزی                 | ساراواک, جزیرهٔ بورنئو                                  |
| ۳°۰′ شمالی ۱۱۵°۱۵′ شرقی / ۳٫۰۰۰°شمالی ۱۱۵٫۲۵۰°شرقی | اندونزی               | کالیمانتان, جزیرهٔ بورنئو - حدود 8km                    |
| ۳°۰′ شمالی ۱۱۵°۱۹′ شرقی / ۳٫۰۰۰°شمالی ۱۱۵٫۳۱۷°شرقی | مالزی                 | ساراواک, جزیرهٔ بورنئو - حدود 10km                      |
| ۳°۰′ شمالی ۱۱۵°۲۵′ شرقی / ۳٫۰۰۰°شمالی ۱۱۵٫۴۱۷°شرقی | اندونزی               | کالیمانتان, جزیرهٔ بورنئو                               |
| ۳°۰′ شمالی ۱۱۷°۳۵′ شرقی / ۳٫۰۰۰°شمالی ۱۱۷٫۵۸۳°شرقی | دریای سلب             |                                                        |
| ۳°۰′ شمالی ۱۲۵°۳۰′ شرقی / ۳٫۰۰۰°شمالی ۱۲۵٫۵۰۰°شرقی | دریای ملوک            |                                                        |
| ۳°۰′ شمالی ۱۲۸°۱۳′ شرقی / ۳٫۰۰۰°شمالی ۱۲۸٫۲۱۷°شرقی | اقیانوس آرام          | گذرکردن از جنوب بوتاری تاری atoll, کیریباتی            |
| ۳°۰′ شمالی ۷۸°۱۱′ غربی / ۳٫۰۰۰°شمالی ۷۸٫۱۸۳°غربی   | کلمبیا                | جزیرهٔ Gorgona island, and mainland                     |
| ۳°۰′ شمالی ۷۸°۱۰′ غربی / ۳٫۰۰۰°شمالی ۷۸٫۱۶۷°غربی   | اقیانوس آرام          |                                                        |
| ۳°۰′ شمالی ۷۷°۴۱′ غربی / ۳٫۰۰۰°شمالی ۷۷٫۶۸۳°غربی   | کلمبیا                |                                                        |
| ۳°۰′ شمالی ۶۷°۴۲′ غربی / ۳٫۰۰۰°شمالی ۶۷٫۷۰۰°غربی   | ونزوئلا               |                                                        |
| ۳°۰′ شمالی ۶۴°۸′ غربی / ۳٫۰۰۰°شمالی ۶۴٫۱۳۳°غربی    | برزیل                 | رورایما                                                |
| ۳°۰′ شمالی ۵۹°۵۷′ غربی / ۳٫۰۰۰°شمالی ۵۹٫۹۵۰°غربی   | Disputed area         | Controlled by گویان, ادعا شده توسط ونزوئلا             |
| ۳°۰′ شمالی ۵۸°۹′ غربی / ۳٫۰۰۰°شمالی ۵۸٫۱۵۰°غربی    | گویان                 |                                                        |
| ۳°۰′ شمالی ۵۷°۳۰′ غربی / ۳٫۰۰۰°شمالی ۵۷٫۵۰۰°غربی   | Disputed area         | Controlled by گویان, ادعا شده توسط سورینام             |
| ۳°۰′ شمالی ۵۷°۱۲′ غربی / ۳٫۰۰۰°شمالی ۵۷٫۲۰۰°غربی   | سورینام               |                                                        |
| ۳°۰′ شمالی ۵۴°۱۱′ غربی / ۳٫۰۰۰°شمالی ۵۴٫۱۸۳°غربی   | Disputed area         | Controlled by فرانسه, ادعا شده توسط سورینام            |
| ۳°۰′ شمالی ۵۳°۵۹′ غربی / ۳٫۰۰۰°شمالی ۵۳٫۹۸۳°غربی   | فرانسه                | گویان فرانسه                                           |
| ۳°۰′ شمالی ۵۲°۲۲′ غربی / ۳٫۰۰۰°شمالی ۵۲٫۳۶۷°غربی   | برزیل                 | آماپا                                                  |
| ۳°۰′ شمالی ۵۰°۵۷′ غربی / ۳٫۰۰۰°شمالی ۵۰٫۹۵۰°غربی   | اقیانوس اطلس          |                                                        |